# Маріу Фернандеш да Граса Машунгу
Маріу Фернандеш да Граса Машунгу (1 грудня 1940 , Машішеd, Португальська Східна Африка, Португальська імперія  — 17 лютого 2020 , Лісабон ) — прем'єр-міністром Мозамбіку 1986—1994.

## Життєпис
Він навчався у Технічному університеті у Лісабоні в 1960-х на економічному факультеті. Потім працював у лісабонському банку. Згодом перейшов до університету Луренцо Маркеса на посаду викладача, де швидко зробив кар'єру. Як активіст ФРЕЛІМО, він був міністром кабінету Мозамбіку в різних кабінетах. З 1975 по 1976 рік — міністр промисловості та торгівлі, з 1976 по 1978 — міністр промисловості та енергетики, з 1978 по 1980 — міністр сільського господарства і з 1980 по 1986 — міністр планування та розвитку. З 1983 року також був губернатором провінції Замбезія. З 17 липня 1986 року по 16 грудня 1994 року був прем'єр-міністром Мозамбіку. За цей час колишній марксистський ФРЕЛІМО вирішив відмовитися від однопартійної системи і в 1989 р. дозволив іншим партіям голосувати вперше. З 1995 року Маріу Машунгу очолював найбільший у країні банк «Міленіум» (Banco Internacional de M).